# International Airlines Group
International Consolidated Airlines Group S.A., més conegut com a International Airlines Group (IAG) (BMAD IAG), és un holding anglès i espanyol creat el 8 d'abril de 2010 fruit de la fusió entre les companyies aèries Iberia i British Airways. És la sisena aerolínia del món per ingressos i tercera a Europa. Des de la compra d'Aer Lingus, la companyia compta amb una flota de 541 avions i vola a 274 destinacions per tot el planeta.
Segons l'acord de fusió, International Airlines Group tindrà dues seus: una a Londres, des d'on es gestionarà tota l'empresa, i una altra a Madrid, on estarà domiciliada i pagarà els impostos com una societat anònima espanyola.
Cotitza a les borses de Londres, Madrid, Barcelona, Bilbao i València des del 24 de gener de 2011. International Airlines Group, que no s'utilitza com a nom d'una marca comercial, sinó que continuen sent Iberia, British Airways, Vueling i Aer Lingus, serveix per denominar la societat hòlding propietaria de les aerolínies, que es la que cotitza a borsa.
El 2020 el grup queda greument afectat per la pandèmia, i es comencen a succeir els problemes econòmics entre les seves empreses: Level Europe entra en fallida i deixa de volar, i Ibèria anuncia que reduirà la flota en "la pitjor crisi de la seva història".

## Divisions, subsidiàries i franquícies
International Airlines Group
- Aer Lingus
  -  Aer Lingus Regional (franquícia)
- British Airways
  -  BA CityFlyer
  -  Openskies (filial)
  - Comair (franquícia)
  - SUN-AIR (franquícia)
- IAG Cargo (fusió entre Iberia Cargo i British Airways World Cargo)
- Iberia
  -  Air Nostrum (franquícia, comercialitzada com Iberia Regional)
  -  Iberia Express (filial)
  -  LEVEL (marca comercial)
- Vueling
- Avios Group (programa de viatger freqüent)